# Pontikoní̱si
Pontikoní̱si (tiếng Hy Lạp: Ποντικονήσι) là một hòn đảo nhỏ của Hy Lạp nằm gần sát bên đảo Kérkyra. Đây là nơi tọa lạc của tu viện Pantokrator từ thời Đông La Mã khoảng thế kỷ 11-12.
"Pontikoní̱si" (Ποντικονήσι) tạm dịch là "đảo chuột" nó bắt nguồn từ cụm từ "pontikós kai ni̱sí" (ποντικός και νησί). "Chuột" là lũ chuột "di cư" theo đường biển bằng cách "tạm trú" trên các con tầu, còn trong tiếng Hy Lạp cổ thì "chuột" nói chung gọi là "mýs" (μῦς).